# Cratere Nama
Nama è un cratere sulla superficie di Callisto.